# Нільс Арден Оплев
Нільс Арден Оплев (дан. Niels Arden Oplev; 26 березня 1961) — данський кінорежисер і сценарист.

## Життя і кар'єра
Оплев народився в селі Уе у регіоні Північна Ютландія на півночі Данії. Його фільм «Портленд» 1996 року був включений до конкурсу 46-го Берлінського міжнародного кінофестивалю.
У 2009 році він зняв шведський фільм «Дівчина з татуюванням дракона», за однойменною повістю Стіга Ларссона, і завоював визнання критиків на міжнародному рівні. Фільм побив касові рекорди в Європі, зібравши понад 100 мільйонів доларів. Оплев не продовжив зйомки другої та третьої частин трилогії Міленіум через обмеженість часу.
У 2012 році Оплев керував пілотом 13-серійного міні-серіалу за романом Стівена Кінга «Під куполом» для CBS.
Він зняв фільм «Одним менше» у 2013 році в головних ролях з Коліном Фарреллом, Нумі Рапас, Домініком Купером та Терренсом Говардом. У 2015 році на телеканалі USA Network вийшов серіал "Містер Робот", режисером пілотного епізоду якого став Опльов, що отримав дві номінації на "Еммі".

## Фільмографія

### Фільми
| Рік  | Назва                                                 | Режисер | Продюсер   | Сценарист | Примітки |
| ---- | ----------------------------------------------------- | ------- | ---------- | --------- | -------- |
| 1996 | Портленд / Portland                                   | Так     | Н/Д        | Так       |          |
| 2001 | Чоп Чоп / Fukssvansen                                 | Так     | Н/Д        | Так       |          |
| 2006 | У нас все вийде / Drømmen                             | Так     | Н/Д        | Так       |          |
| 2008 | To verdener                                           | Так     | Н/Д        | Так       |          |
| 2009 | Дівчина з татуюванням дракона / Män som hatar kvinnor | Так     | Н/Д        | Н/Д       |          |
| 2013 | Одним менше / Dead Man Down                           | Так     | Н/Д        | Н/Д       |          |
| 2014 | Швидка ходьба / Kapgang                               | Так     | Н/Д        | Н/Д       |          |
| 2017 | Коматозники / Flatliners                              | Так     | Н/Д        | Н/Д       |          |
| 2019 | Даніель / Ser du månen, Daniel                        | Так     | Виконавчий | Н/Д       |          |

### Телебачення
| Рік  | Назва                            | Режисер | Продюсер   | Примітки |
| ---- | -------------------------------- | ------- | ---------- | -------- |
| 2013 | Під куполом / Under the Dome     | Так     | Так        |          |
| 2015 | Пан Робот / Mr. Robot            | Так     | Виконавчий |          |
| 2016 | Гра у мовчанку / Game of Silence | Так     | Виконавчий |          |
| 2017 | Міднайт, Техас / Midnight, Texas | Так     | Виконавчий |          |
| 2018 | ФБР / FBI                        | Так     | Виконавчий |          |